# Michel Dubocage

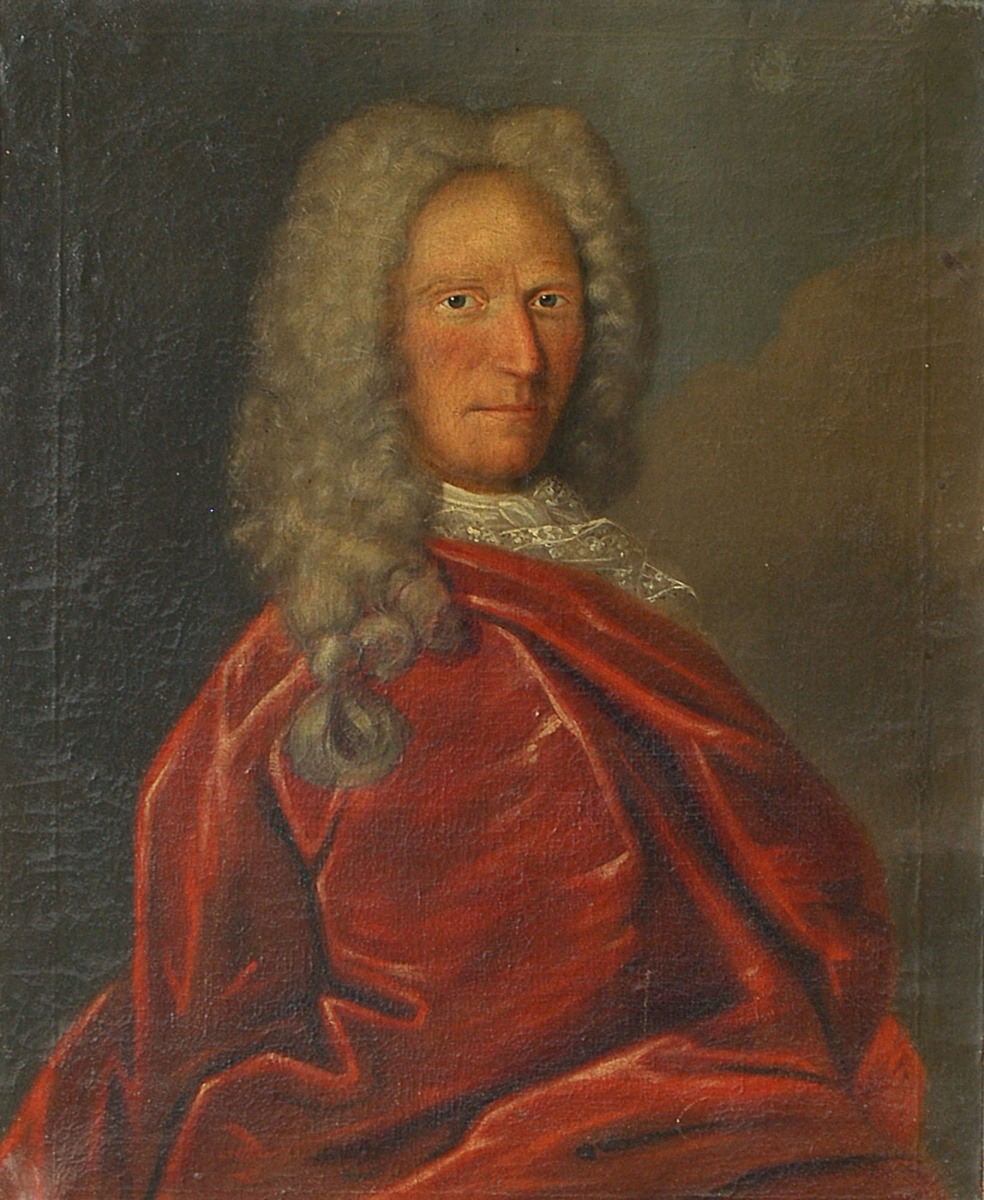
Michel Joseph Dubocage

Michel Joseph Dubocage, Herr von Bléville (* 28. Januar 1676; † 10. Mai 1727), war ein französischer Korsar, Entdecker und Kaufmann.

## Biographie
Dubocage wurde im Stadtteil Notre-Dame von Le Havre als Sohn des Schiffskapitäns Nicolas Dubocage und der Marie Dufresnil geboren. Während des Neunjährigen Krieges fuhr Dubocage mit Jean Barts Geschwader zur See und erhielt am 1. Januar 1692, wenige Wochen vor seinem 16. Geburtstag, einen Auftrag als Fregattenleutnant sowie ein Ehrenschwert von Ludwig XIV. Als er 18 Jahre alt war, war Dubocage Kapitän von Le Sauvage, einem Plünderer von Dünkirchen.
1703 erhielt er das Kommando über die neue leichte Fregatte Dauphine mit 30 Kanonen, die er als Freibeuter einsetzte. Das Schiff ging am 11. Dezember 1704 auf der Banc de la Natière am Eingang des Hafens von Saint-Malo verloren, als es eine englische Beute, den Drachen, an Land brachte, der vor Ushant in der Bretagne erbeutet worden war. Dubocage wurde von seinem Verschulden an dem Wrack freigesprochen.
Von 1707 bis 1716 war Dubocage Kapitän einer neunjährigen Handelsexpedition rund um den Pazifischen Ozean an Bord der La Découverte. Die vier Schiffe der Expedition verließen Le Havre am 6. September 1707 in Richtung Brest und verließen Brest am 23. März 1708. Nach einer einjährigen Verspätung am Río de la Plata setzten die La Découverte und die La Princesse unter dem Kapitän Martin de Chassiron ihre Reise in den Pazifik fort. Im Januar 1710 passierten die Schiffe Kap Horn auf dem Weg nach Chile und Peru.
Auf seiner Fahrt von Peru nach Guam entdeckte Dubocage die Insel Clipperton und nannte sie „Île de la Passion“, da La Découverte sie am Karfreitag, dem 3. April 1711, erreichte. Die La Princesse traf am nächsten Tag ein, als Dubocage um die Insel segelte, um sie zu kartieren und ihren möglichen Wert zu schätzen. Von Guam aus segelte die La Découverte weiter nach Amoy (heute Xiamen, China), bevor sie über Kalifornien zurück nach Peru segelte. Von dort aus zogen sie weiter, umrundeten Kap Horn und kehrten am 23. August 1716 nach Le Havre zurück. 1711, während seines Jahres in Amoy, verhandelte Dubocage den ersten französisch-chinesischen Seehandelsvertrag. Von dieser Reise kehrte La Découverte mit Gold, Silber und Handelsgütern im Wert von 1,2 Millionen Livre zurück.
Nachdem er sein Vermögen gemacht hatte, kehrte er nach Le Havre zurück und gründete ein Handelshaus. Er erwarb ein Hôtel particulier im Viertel Saint-François (heute Musée Dubocage de Bléville) sowie andere Ländereien in der Umgebung von Le Havre, darunter 1717 den Erwerb der Herrschaft von Bléville.

## Persönliches Leben
1705 heiratete er Marie-Jeanne Boissaye du Bocage (1681–1728), die Tochter des königlichen Hydrographikers Georges Boissaye du Bocage, mit einem Sohn namens Michel Joseph (1707–1756), der als Ratsherr in Le Havre tätig war. Dubocage starb 1727 und wurde in der Pfarrkirche Saint-Jean-Baptiste in Bléville beigesetzt.